# Bactrocera froggatti
Bactrocera froggatti
 es una especie de díptero que Mario Bezzi describió por primera vez en 1919. Bactrocera froggatti pertenece al género Bactrocera de la familia Tephritidae. 